# Chandrayaan-1

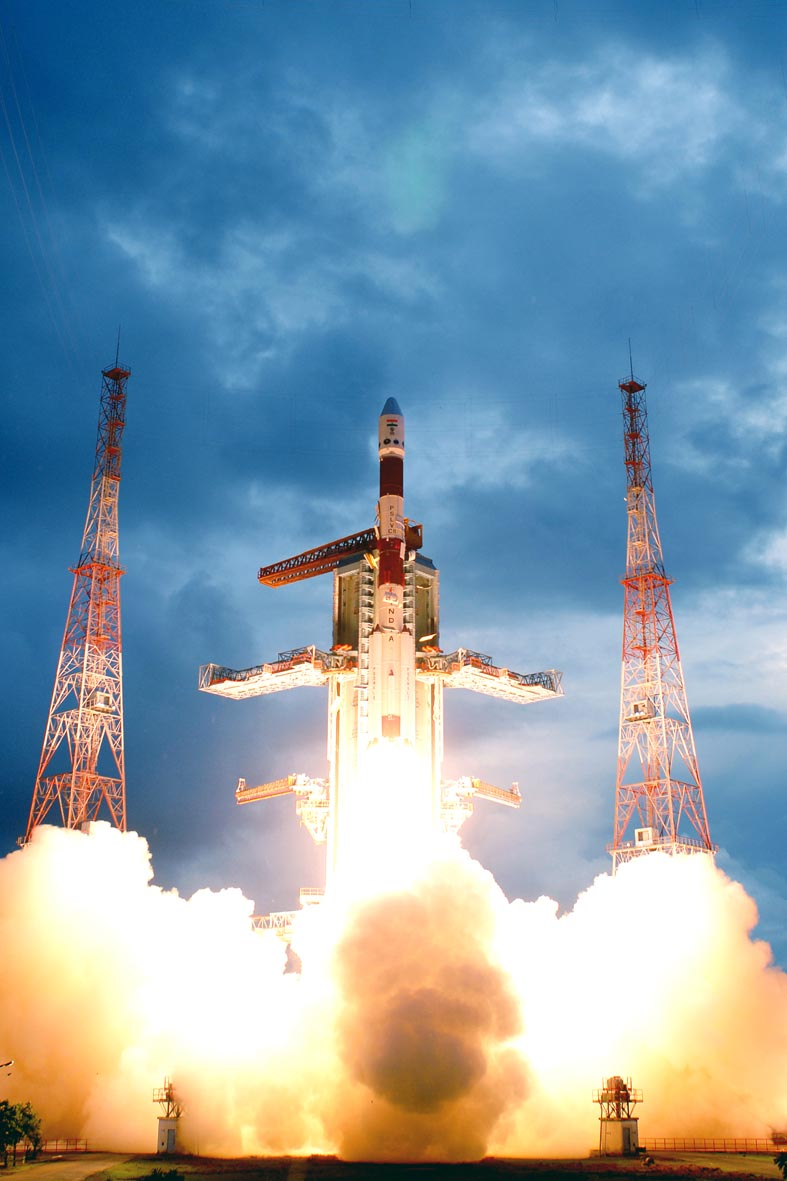
Décollage d'un lanceur PSLV emportant la sonde spatiale lunaire Chandrayaan-1 au centre spatial Satish-Dhawan.

Chandrayaan-1 (en sanskrit चन्द्रयान-१, prononcé [ t͡ʃʌnd̪ɾʌːjaːn]  est une mission spatiale de l'Organisation indienne pour la recherche spatiale (ISRO, l'agence spatiale de l'Inde) destinée à mettre une sonde spatiale en orbite autour de la Lune durant deux ans pour tester les capacités technologiques de l'Inde dans l'espace et pour rapporter des informations scientifiques sur les caractéristiques de la surface lunaire. Première mission du programme Chandrayaan, la sonde spatiale d'une masse de 1380 kilogrammes comporte onze instruments dont la moitié[Combien ?] sont fournis par la NASA et l'Agence spatiale européenne. Chandrayaan-1 est placée en orbite le 22 octobre 2008 par un lanceur PSLV-C  qui décolle depuis le centre spatial Satish-Dhawan. Elle s'insère en orbite lunaire le 8 novembre 2008 et commence alors à recueillir des données scientifiques. Neuf mois après le décollage, les opérateurs à terre perdent le contact avec la sonde spatiale. Les instruments de celle-ci ont permis néanmoins de recueillir des données scientifiques de qualité, notamment l'observation de concentrations d'eau en surface qui serait d'origine interne.

## Contexte: le programme spatial lunaire de l'Inde
En Inde les premières études portant sur un programme d'exploration du système solaire sont réalisées en 2002. L'agence spatiale indienne, l'ISRO, décide de développer une première sonde spatiale nationale en 2003,. Celle-ci, dont l'objectif est l'étude de la Lune depuis l'orbite, est baptisée Chandrayaan-1, littéralement « véhicule lunaire 1 »,.

## Objectifs scientifiques
Les principaux objectifs scientifiques de cette mission étaient de cartographier la surface lunaire, d'analyser sa composition minéralogique, d'étudier la croûte lunaire pour mieux comprendre son évolution, d'observer la glace d'eau dans les régions polaires qui sont en permanence dans l'ombre, de créer des cartes tridimensionnelles de certaines régions lunaires et d'analyser des anomalies magnétiques à la surface.

## Déroulement de la mission
Le lancement de la sonde a été effectué le 22 octobre 2008 à 6 h 22 heure locale d'Inde (0 h 52 UTC) par une fusée indienne PSLV-C11 équipée pour la première fois de propulseurs d'appoint Psom-XL. Le tir a eu lieu à la base spatiale Sriharikota,.
La sonde spatiale a d'abord été placée sur une orbite terrestre elliptique (255 × 22 860 km) inclinée de 17,9° par rapport à l'équateur. Le 29 octobre 2008, à 9 000 puis à 70 000 kilomètres de distance, la caméra haute résolution (TMC) de la sonde a été testée sur la Terre, en prenant deux clichés historiques noir et blanc de l'Australie. Puis, grâce à son moteur LAM (Liquid Apogee Motor), elle est entrée en orbite lunaire également elliptique (500-5 000 km) le 4 novembre 2008. Enfin, elle a été stabilisée sur une orbite circulaire de 100 km le 8 novembre 2008 à 11 h 45 TU. La masse de la sonde n'est alors plus que de 590 kg.
La sonde orbitale a largué le 14 novembre 2008 à 15 h 1 TU l'impacteur MPI (34 kg), dans les régions polaires australes de la Lune. Il s'agit d'un démonstrateur technologique équipé des instruments suivants :
- système d'imagerie vidéo ;
- spectromètre de masse ;
- radar altimètre.

Le MPI a pris au moins deux clichés en haute résolution de la surface de la Lune avant de s'y écraser de manière volontairement non contrôlée et malgré ses rétrofusées.
L'Inde devient ainsi la quatrième puissance à « poser » un engin sur la Lune après l'Union soviétique, les États-Unis et l'Europe.
La sonde spatiale a commencé à connaitre des dysfonctionnements, à la suite d'une surchauffe due à une protection thermique insuffisante. Selon ses concepteurs c'est une erreur de calcul de la température de la Lune qui a rendu la protection insuffisante. Pour le Dr TK Alex, les ingénieurs avaient supposé que « la température à 100 km au-dessus la surface de la Lune serait d'environ 75 °C, mais elle s'est avérée plus élevée, et il a fallu élever l'orbite de la sonde à 200 km. » (la température diurne moyenne à la surface de la Lune est de 107 °C, contre −153 °C sur la face sombre).
- Le 19 mai 2009, l'orbite de Chandrayaan-1 a été élargie pour permettre d'autres études, sur les perturbations en orbite, la variation du champ gravitationnel de la Lune et permettre de cartographier la surface lunaire avec une bande plus large. Un problème de surchauffe a été détecté dès le 25 novembre 2008, forçant l'ISRO à désactiver certaines des charges utiles (onze en tout), ce qui aa empêché les expériences. Au début de 2009, la situation s'est améliorée et Chandrayaan-1 a recommencé à fonctionner normalement. Mais cette fois, deux capteurs ont mal fonctionné (le premier le 26 avril, le second la deuxième semaine de mai) en raison des températures élevées. Ces capteurs étaient essentiels au maintien de la bonne orientation de l'engin dans l'espace.
- Le 29 août 2009, l'ISRO a perdu tout contact radio avec Chandrayaan-1[11].
- Le 30 août, la mission est arrêtée par l'ISRO, quatorze mois avant sa fin prévue. La sonde a néanmoins répondu à 90/95 % de ses objectifs scientifiques. Ses caméras à haute résolution ont envoyé plus de 70 000 images numériques de la surface lunaire, dont des images de montagnes, de cratères, et de la zone d'ombre permanente de la région polaire de la Lune.
- Le 9 mars 2017, la NASA déclare avoir retrouvé la sonde qui orbite à 200 km de la Lune avec une nouvelle technologie radar[12].

## Caractéristiques techniques

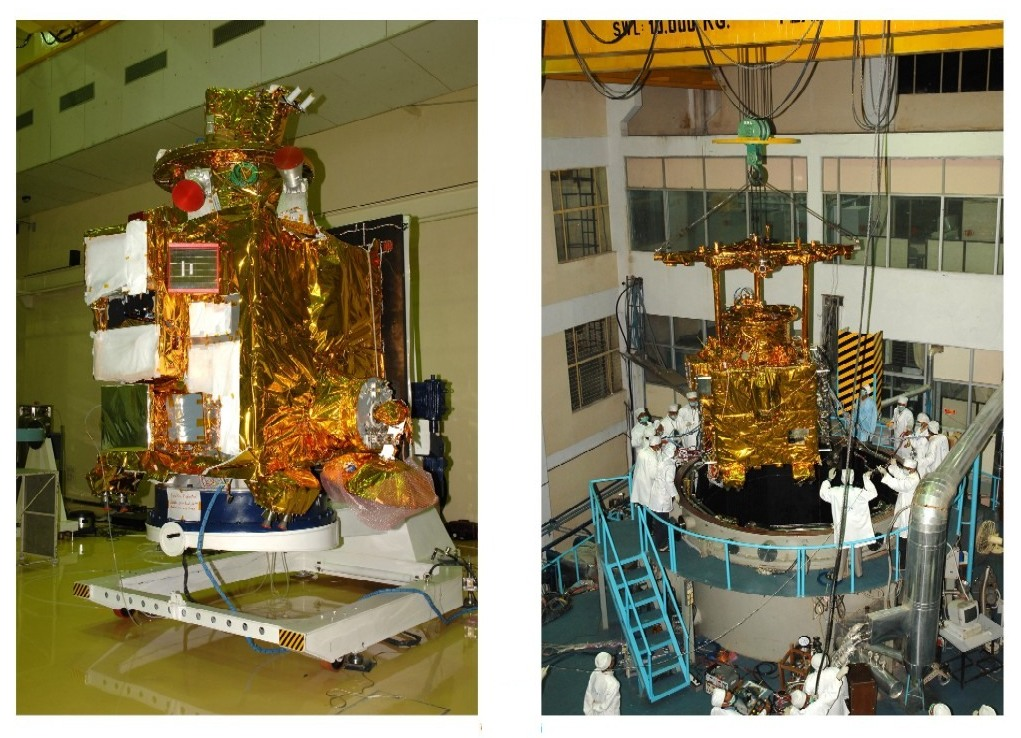
La sonde spatiale durant des tests thermiques au sol.

Chandrayaan-1 est un engin spatial basé sur la plateforme IRS héritée des satellites Kalpana-1 et MetSat-1. La plateforme a une forme cubique avec une masse à sec de 550 kg. L'énergie est fournie par un panneau solaire incliné de 30° qui produit 750 watts et est stockée dans une batterie lithium-ion. La sonde spatiale dispose d'une propulsion à ergols liquides qui est utilisée pour le transfert jusqu'à la Lune puis les corrections d'orbite. Chandrayaan-1 est stabilisé 3 axes. Les corrections d'orientation sont effectuées à l'aide de petits propulseurs et de roues de réaction. Les données sont enregistrées dans des mémoires flash et transmises vers la Terre en bande X avec débit de 8,4 mégabits par seconde.

## Instruments scientifiques
La charge utile de la sonde spatiale comprend onze instruments scientifiques représentant  une masse totale de 55 kg, :
- imageur spectral HySI (Hyperspectral Imager) fourni par l'Inde ;
- caméra pour la cartographie TMC (Thermal Mapping Camera) fourni par l'Inde ;
- altimètre laser LLRI (Lunar Laser Ranging Instrument)  fourni par l'Inde  ;
- spectromètre X à basse énergie CIXS (Chandrayaan-1 Imaging X-ray Spectrometer) (ESA/laboratoire britannique (Lunar Laser Ranging Instrument) fourni par le Rutherford Appleton Laboratory) ;
- spectromètre X à haute énergie HEX (High Energy X-ray/γ-ray Spectrometer) fourni par l'Inde  ;
- spectromètre à infrarouge SIR-2 (Near Infrared Spectrometer) fourni par l'Agence spatiale européenne et l'Institut Max-Planck de recherche sur le Système solaire  ;

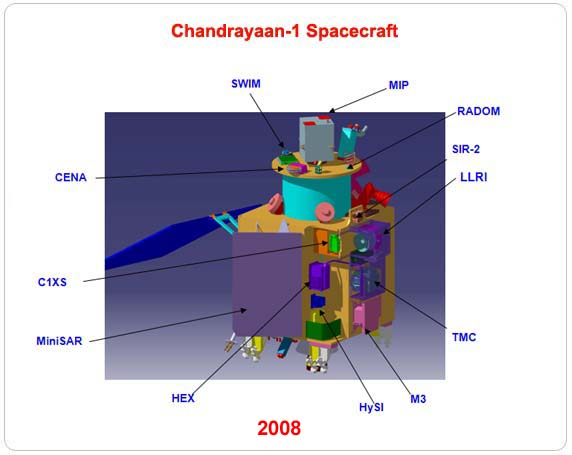
Position des différents instruments scientifiques.

- spectromètre infrarouge M³ (Moon Mineralogy Mapper) fourni par la NASA ;
- SARA (Sub KeV Atom Reflecting Analyser), appareil servant à l'étude de l'interaction entre le vent solaire et la surface lunaire (ESA/Institut de physique spatiale suédois/laboratoire de physique spatiale indien) ;
- radar en bande S MiniSAR (Miniature Synthetic Aperture Radar) f pour la recherche de glace d'eau aux pôles (États-Unis) ;
- moniteur de particules énergétiques de l'environnement RADOM (Radiation Dose Monitor) fourni par la Bulgarie est un spectromètre/dosimètre qui mesure les flux de particules et leur énergie dans la région de l'espace situé autour de la Lune.
- MIP (Moon Impactor Probe) est un impacteur de 29 kg développé par le Vikram Sarabhai Space Center emportant un spectromètre de masse et une caméra qui doit permettre de filmer durant la phase de descente le site de l'impact et de détecter la trace de certains gaz dans l'exosphère lunaire.

Instruments scientifiques
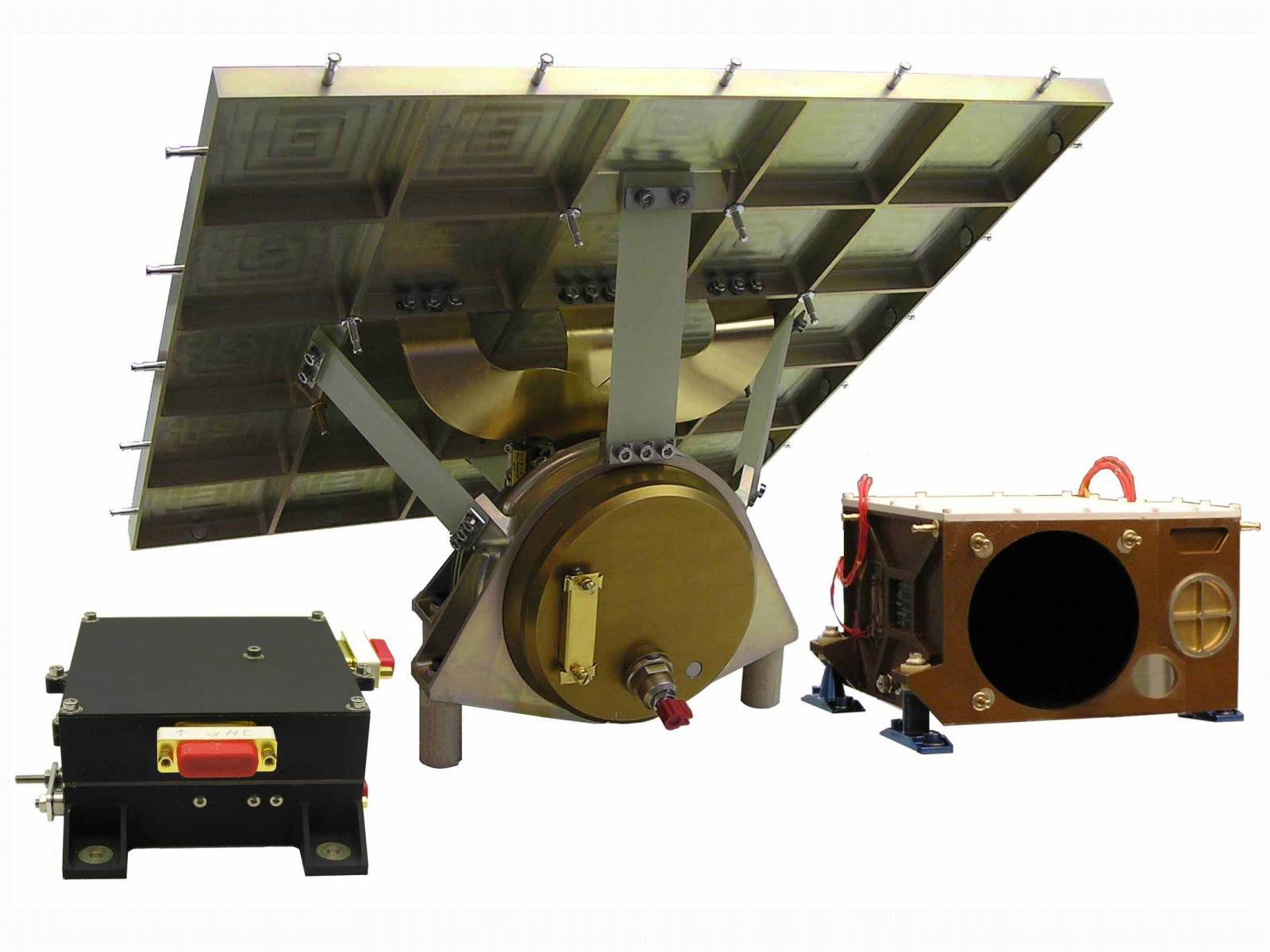
Spectromètre infrarouge SIR
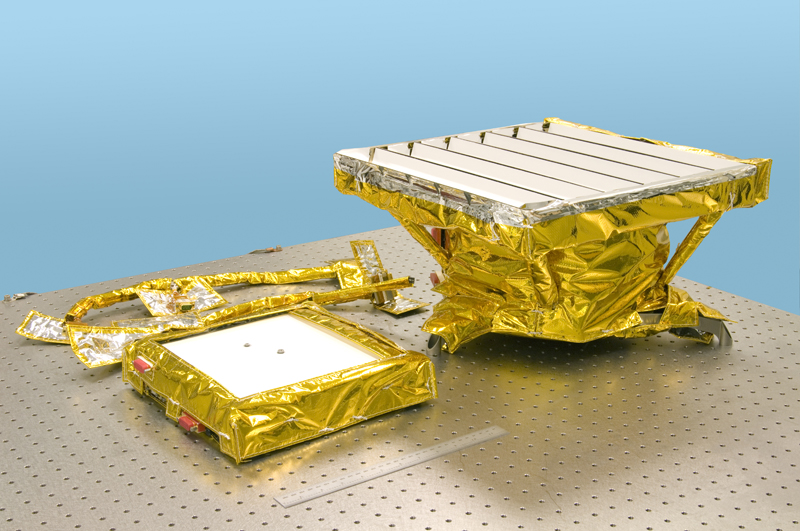
Moon Mineralogy Mapper
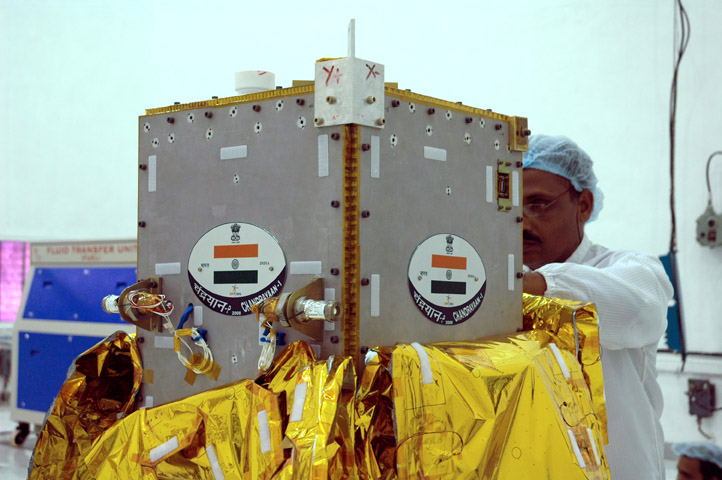
Impacteur MIP

## Résultats

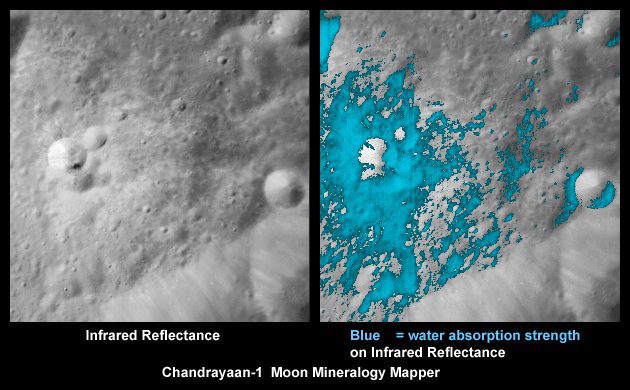
La présence d'eau et d'hydroxyles sur le pic central d'un cratère récent a été détectée par l'instrument Moon Mineralogy Mapper.

L'analyse des roches lunaires a démontré que la structure interne de la Lune n'est pas complètement dépourvue d'eau, mais les observations de molécules d'eau en surface ont jusque là été attribuées à des apports externes, notamment aux interactions avec le vent solaire. Le spectromètre  Moon Mineralogy Mapper (M³) de Chandrayaan-1 a détecté la présence de concentrations d'eau et d'hydroxyles sur le pic central du cratère Bullialdus, beaucoup plus en altitude que dans les zones voisines. Ces concentrations ne peuvent pas s'expliquer par un apport extérieur. Elles pourraient s'expliquer par l'excavation de matériaux du manteau magmatique riche en hydroxyle provoquée par l'impact d'une météorite.